# 太陽の君 三日月の僕
『太陽の君 三日月の僕』（たいようのきみ みかづきのぼく）は元BAKUのボーカル・谷口宗一のソロ1枚目のオリジナル・フルアルバム。

## 収録曲
1. 風吹く丘(Extended Version)
1枚目のシングル。バージョン違いで収録。
2. カナリア
3. 不思議
4. 大きな木の上で
5. ちっぽけな天才達の中で…
6. 恋の底力
7. 側にいるよ
8. 虫喰いの夜
9. ひまわりの微笑み
10. 太陽の君 三日月の僕
11. 胡桃色の心
12. 湖の底で…